# Imbarco a mezzanotte
Imbarco a mezzanotte is een Italiaanse dramafilm uit 1952 onder regie van Joseph Losey.

## Verhaal
Een dakloze man die op zoek is naar een nieuw leven, brengt per ongeluk een vrouw om het leven. Een jongen steelt, omdat hij het geld van zijn straatarme ouders heeft verloren. Ze komen samen in dezelfde schuilplaats.

## Rolverdeling
| Acteur              | Personage                  |
| ------------------- | -------------------------- |
| Paul Muni           | Vreemdeling met een geweer |
| Joan Lorring        | Angela                     |
| Vittorio Manunta    | Giacomo                    |
| Luisa Rossi         | Moeder van Giacomo         |
| Aldo Silvani        | Peroni                     |
| Arnoldo Foà         | Inspecteur                 |
| Alfredo Varelli     | Buurtagent                 |
| Héléna Manson       | Kruidenier                 |
| Fausta Mazzucchelli | Zusje van Giacomo          |
| Cesare Trapani      | Lange jongen               |
| Enrico Glori        | Mijnheer Pucci             |
| Franco Balducci     | Morelli                    |
| Leonardo Scavino    | Mancini                    |
| Linda Sini          | Mevrouw Raffetto           |
| Giulio Marchetti    | Mijnheer Raffetto          |